# Elytrimitatrix violacea
Elytrimitatrix violacea är en skalbaggsart som beskrevs av Santos-silva och Hovore 2008. Elytrimitatrix violacea ingår i släktet Elytrimitatrix och familjen långhorningar.
Artens utbredningsområde är Panama. Inga underarter finns listade i Catalogue of Life.